# Kongawad, Navalgund
Kongawad là một làng thuộc tehsil Navalgund, huyện Dharwad, bang Karnataka, Ấn Độ.